# Virtuelle Fachbibliothek Osteuropa
Die Virtuelle Fachbibliothek Osteuropa (ViFaOst) war eine virtuelle Fachbibliothek, die verschiedene wissenschaftliche Angebote zur Osteuropaforschung zusammenfasste. Bereitgestellt beziehungsweise durch eine Suchfunktion erschlossen wurden Fachinformationen zu Geschichte, Sprache, Literatur, Politik und Kultur der Länder und Regionen Ost-, Ostmittel- und Südosteuropas.
Im Einzelnen wurden die GUS-Länder in Osteuropa (Russland, Belarus, Ukraine, Moldawien), im Kaukasus (Georgien, Armenien, Aserbaidschan) und in Mittelasien (Kasachstan, Usbekistan, Turkmenistan, Kirgisistan, Tadschikistan), das Baltikum (Estland, Lettland, Litauen), Ostmitteleuropa (Polen, Tschechien, Slowakei, Ungarn) sowie Südosteuropa (Slowenien, Kroatien, Bosnien-Herzegowina, Serbien, Montenegro, Makedonien, Albanien, Bulgarien, Rumänien) abgedeckt.
Am Aufbau der ViFaOst beteiligten sich vier Kooperationspartner – die Bayerische Staatsbibliothek, das Herder-Institut (Marburg), das Osteuropa-Institut München und die Abteilung für Geschichte Ost- und Südosteuropas am Historischen Seminar der Ludwig-Maximilians-Universität München, die in enger Zusammenarbeit mit zahlreichen weiteren Projekten und Institutionen die Angebote erstellten. 2008 wurde die Niedersächsische Staats- und Universitätsbibliothek Göttingen in die Kooperationsstruktur neu aufgenommen.
Die ViFaOst wird gefördert von der Deutschen Forschungsgemeinschaft (DFG). Im Jahr 2018 wurde sie von Osmikon abgelöst.